# Hackleburg
Hackleburg is een plaats (town) in de Amerikaanse staat Alabama, en valt bestuurlijk gezien onder Marion County.

## Demografie
Bij de volkstelling in 2000 werd het aantal inwoners vastgesteld op 1527.
In 2006 is het aantal inwoners door het United States Census Bureau geschat op 1479, een daling van 48 (-3,1%).

## Geboren
- Sonny James (1928-2016), zanger

## Geografie
Volgens het United States Census Bureau beslaat de plaats een oppervlakte van
39,7 km², geheel bestaande uit land. Hackleburg ligt op ongeveer 286 m boven zeeniveau.

## Plaatsen in de nabije omgeving
De onderstaande figuur toont de plaatsen in een straal van 24 km rond Hackleburg.